# Ignace François Broutin
 (août 2023).
- Si vous ne connaissez pas le sujet, laissez ce bandeau (vous pouvez alors contacter les auteurs).
- Si vous supprimez le contenu mis en cause (vous pouvez préalablement contacter les auteurs),

argumentez précisément cette suppression dans la page de discussion
(un manque de référence n'est pas un argument ; une recherche réelle de référence doit avoir été effectuée, être formellement documentée).
Ignace François Broutin (La Bassée, 1690-1751) fut un capitaine réformé français puis architecte-dessinateur dans la Louisiane coloniale. Il était natif de Picardie, et arriva en Louisiane en 1720. 

## Biographie
Marié à Marguerite Madeleine Lemaire (mère en premier mariage d'Antoine Philippe de Marigny de Mandeville), il est le beau-père d'Antoine Paul Rasteau (fils de Jacques Rasteau), de Jean-Joseph Delfau de Pontalba, de Louis Xavier Martin de Lino de Chalmette et de Pierre Denys de La Ronde.

## Œuvre

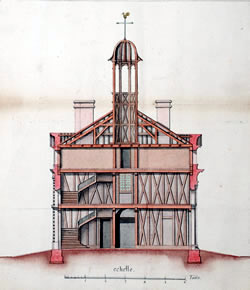
Couvent des Ursulines (La Nouvelle-Orléans), 1733

Il est surtout reconnu comme maître d'œuvre du couvent des Ursulines de La Nouvelle-Orléans, achevé en 1751 et plus ancien monument français conservé aux États-Unis,[source insuffisante].